# Gran Premio de la Expo 92 de Motociclismo
El Gran Premio Expo 92 fue la cuarta prueba de la temporada 1988 del Campeonato Mundial de Motociclismo. El Gran Premio se disputó el 1 de mayo de 1988 en el Circuito de Jerez. Este Gran Premio fue incluido en sustitución del inicialmente previsto Gran Premio de Portugal. Fue la única edición de este Gran Premio con este nombre.

## Resultados 500cc
En la categoría reina, el piloto estadounidense Eddie Lawson obtuvo la segunda victoria de la temporada, consolidando así su primera posición en la clasificación general. Le acompañaron en el podio su compatriota Wayne Rainey y el australiano Kevin Magee.
| Pos.     | Piloto                | Equipo                                   | Moto      | Tiempo     | Pts. |
| -------- | --------------------- | ---------------------------------------- | --------- | ---------- | ---- |
| 1        | Eddie Lawson          | Marlboro Yamaha Team Agostini            | Yamaha    | 53:47.990  | 20   |
| 2        | Wayne Rainey          | Team Lucky Strike Roberts                | Yamaha    | +1.640     | 17   |
| 3        | Kevin Magee           | Team Lucky Strike Roberts                | Yamaha    | +7.670     | 15   |
| 4        | Christian Sarron      | Sonauto Gauloises Blondes Yamaha Mobil 1 | Yamaha    | +7.790     | 13   |
| 5        | Wayne Gardner         | Rothmans Honda Team                      | Honda     | +28.630    | 11   |
| 6        | Didier de Radiguès    | Marlboro Yamaha Team Agostini            | Yamaha    | +30.520    | 10   |
| 7        | Niall Mackenzie       | Team HRC                                 | Honda     | +1:12.030  | 9    |
| 8        | Rob McElnea           | Suzuki Pepsi Cola                        | Suzuki    | +1:37.420  | 8    |
| 9        | Marco Papa            | Team Greco                               | Honda     | +1 Vuelta  | 7    |
| 10       | Alessandro Valesi     | Team Iberia                              | Honda     | +1 Lap     | 6    |
| 11       | Daniel Amatriain      | Ducados Lotus Guarz                      | Honda     | +1 Vuelta  | 5    |
| 12       | Steve Manley          | Gateford Motors                          | Suzuki    | +1 Vuelta  | 4    |
| 13       | Rachel Nicotte        | PVI Racing                               | Honda     | +1 Vuelta  | 3    |
| 14       | Bruno Kneubühler      | Romer Racing Suisse                      | Honda     | +1 Vuelta  | 2    |
| 15       | Maarten Duyzers       | HDJ International                        | Honda     | +1 Vuelta  | 1    |
| 16       | Nicholas Schmassman   | FMS                                      | Honda     | +2 Vueltas |      |
| 17       | Josef Doppler         | MRC Grieskirchen                         | Honda     | +2 Vueltas |      |
| 18       | Ian Pratt             |                                          | Suzuki    | +2 Vueltas |      |
| Ret      | Shunji Yatsushiro     | Rothmans Honda Team                      | Honda     | Ret        |      |
| Ret      | Ron Haslam            | Team ROC Elf Honda                       | Elf Honda | Ret        |      |
| Ret      | Larry Moreno Vacondio |                                          | Suzuki    | Ret        |      |
| Ret      | Tony Carey            |                                          | Suzuki    | Ret        |      |
| Ret      | Raymond Roche         | Cagiva Corse                             | Cagiva    | Ret        |      |
| Ret      | Eddie Laycock         | Millar Racing                            | Honda     | Ret        |      |
| Ret      | Andreas Leuthe        |                                          | Suzuki    | Ret        |      |
| Ret      | Kevin Schwantz        | Suzuki Pepsi Cola                        | Suzuki    | Ret        |      |
| Ret      | Marco Gentile         | Fior Marlboro                            | Fior      | Ret        |      |
| DNS      | Pierfrancesco Chili   | HB Honda Gallina Team                    | Honda     | DNS        |      |
| DNS      | Gustav Reiner         | Hein Gericke-Honda                       | Honda     | DNS        |      |
| Sources: |                       |                                          |           |            |      |

## Resultados 250cc
Primera victoria de una Gran Premio en su palmarés de Joan Garriga, que se impuso al japonés Masahiro Shimizu y al suizo Jacques Cornu. La clasificación general continua liderada por el español Sito Pons, que se cayó en la primera vuelta de la carrera.
| Pos. | Piloto               | Moto    | Tiempo   | Pts. |  |
| ---- | -------------------- | ------- | -------- | ---- |  |
| 1    | Juan Garriga         | Yamaha  | 47.22.77 | 20   |  |
| 2    | Masahiro Shimizu     | Honda   | 47.28.38 | 17   |  |
| 3    | Jacques Cornu        | Honda   | 47.31.51 | 15   |  |
| 4    | Dominique Sarron     | Honda   | 47.31.96 | 13   |  |
| 5    | Jean-Philippe Ruggia | Yamaha  | 47.33.17 | 11   |  |
| 6    | Reinhold Roth        | Honda   | 47.46.95 | 10   |  |
| 7    | Anton Mang           | Honda   | 47.48.49 | 9    |  |
| 8    | Alberto Puig         | Honda   | 48.01.06 | 8    |  |
| 9    | Jean-Michel Mattioli | Yamaha  | 48.02.11 | 7    |  |
| 10   | Manfred Herweh       | Yamaha  | 48.06.76 | 6    |  |
| 11   | Stefano Caracchi     | Honda   | 48.09.90 | 5    |  |
| 12   | Donnie McLeod        | EMC     | 48.11.19 | 4    |  |
| 13   | Urs Lüzi             | Honda   | 48.12.12 | 3    |  |
| 14   | Harald Eckl          | Aprilia | 48.16.80 | 2    |  |
| 15   | Bruno Casanova       | Aprilia | 48.27.72 | 1    |  |
| 16   | Thierry Rapicault    | Fior    | 48.29.03 |      |  |
| 17   | Maurizio Vitali      | Yamaha  | 48.29.74 |      |  |
| 18   | Garry Cowan          | Yamaha  | 48.33.04 |      |  |
| 19   | Bruno Bonhuil        | Honda   | 48.35.28 |      |  |
| 20   | Engelbert Neumair    | Aprilia | 48.39.43 |      |  |
| 21   | Ivan Palazzese       | Yamaha  | 48.39.83 |      |  |
| 22   | Bernard Haenggeli    | Honda   | 48.53.37 |      |  |
| 23   | Jochen Schmid        | Honda   | 48.53.58 |      |  |
| 24   | René Delaby          | Yamaha  | 48.53.71 |      |  |
| Ret  | Hans Lindner         | Honda   | Ret      |      |  |
| Ret  | Alain Bronec         | Honda   | Ret      |      |  |
| Ret  | August Auinger       | Aprilia | Ret      |      |  |
| Ret  | Paolo Casoli         | Garelli | Ret      |      |  |
| Ret  | Kevin Mitchell       | Yamaha  | Ret      |      |  |
| Ret  | Martin Wimmer        | Yamaha  | Ret      |      |  |
| Ret  | Loris Reggiani       | Aprilia | Ret      |      |  |
| Ret  | Luca Cadalora        | Yamaha  | Ret      |      |  |
| Ret  | Sito Pons            | Honda   | Ret      |      |  |
| Ret  | Jean-François Baldé  | Rotax   | Ret      |      |  |
| Ret  | Carlos Lavado        | Yamaha  | Ret      |      |  |
| DNQ  | Urs Jücker           | Yamaha  | DNQ      |      |  |
| DNQ  | Massimo Matteoni     | Yamaha  | DNQ      |      |  |
| DNQ  | Javier Cardelús      | Aprilia | DNQ      |      |  |
| DNQ  | Guy Bertin           | Yamaha  | DNQ      |      |  |
| DNQ  | René Zanata          | Yamaha  | DNQ      |      |  |
| DNQ  | Jean-Francois Foray  | Yamaha  | DNQ      |      |  |
| DNQ  | Jaime Torrens        | Cobas   | DNQ      |      |  |
| DNQ  | Juan Bravo           | Honda   | DNQ      |      |  |
| DNQ  | Hervé Duffard        | Honda   | DNQ      |      |  |
| DNQ  | Eddie Laycock        | EMC     | DNQ      |      |  |
| DNQ  | Luis Maurel          | Cobas   | DNQ      |      |  |
| DNS  | Christian Boudinot   | Fior    | DNS      |      |  |

## Resultados 80cc
El podio de la categoría de 80cc fue monopolizado por pilotos españoles y de Derbi. El ganador fue el valenciano Jorge Martínez Aspar seguido de Manuel Herreros y Àlex Crivillé.
| Pos. | Piloto               | Moto      | Tiempo   | Pts. |
| ---- | -------------------- | --------- | -------- | ---- |
| 1    | Jorge Martínez Aspar | Derbi     | 37.36.39 | 20   |
| 2    | Manuel Herreros      | Derbi     | 37.36.64 | 17   |
| 3    | Àlex Crivillé        | Derbi     | 37.36.92 | 15   |
| 4    | Stefan Dörflinger    | Krauser   | 37.57.62 | 13   |
| 5    | Peter Öttl           | Krauser   | 38.10.99 | 11   |
| 6    | Giuseppe Ascareggi   | BBFT      | 38.18.49 | 10   |
| 7    | Gabriele Gnani       | Gnani     | 38.22.70 | 9    |
| 8    | Bogdan Nikolov       | Krauser   | 38.23.07 | 8    |
| 9    | Juhász Károly        | Krauser   | 38.43.70 | 7    |
| 10   | Jos van Dongen       | Casal     | 38.47.40 | 6    |
| 11   | René Dünki           | Krauser   | 38.48.14 | 5    |
| 12   | Jacques Bernard      | Fantic    | 38.50.63 | 4    |
| 13   | Günter Schirnhofer   | Krauser   | 38.50.98 | 3    |
| 14   | Javier Arumi         | Krauser   | 39.08.89 | 2    |
| 15   | Jaime Mariano        | Cobas     | 39.09.12 | 1    |
| 16   | Ian McConnachie      | Autisa    | 39.36.13 |      |
| 17   | Reiner Koster        | Casal     | 1 Vuelta |      |
| 18   | Emilio Palencia      | Arbizu    | 1 Vuelta |      |
| 19   | Javier Debón         | Huvo      | 1 Vuelta |      |
| 20   | Philippe Desmet      | Autisa    | 1 Vuelta |      |
| 21   | Joaquin Gali         | Krauser   | 1 Vuelta |      |
| 22   | Adrie Nijenhuis      | Casal     | 1 Vuelta |      |
| 23   | Heinz Paschen        | Kiefer    | 1 Vuelta |      |
| 24   | Thomas Engl          | Krauser   | 1 Vuelta |      |
| Ret  | Antonio Sánchez      | Cobas     | Ret      |      |
| Ret  | Stuart Edwards       | Casal     | Ret      |      |
| Ret  | Serge Julin          | Casal     | Ret      |      |
| Ret  | Herri Torrontegui    | Autisa    | Ret      |      |
| Ret  | Alberto Fernández    | Minarelli | Ret      |      |
| Ret  | Jorge Cabanes        | Autisa    | Ret      |      |
| Ret  | Stefan Brägger       | Casal     | Ret      |      |
| Ret  | Jose Saez            | Autisa    | Ret      |      |
| Ret  | Paul Bordes          | RB        | Ret      |      |
| Ret  | Javier Navarro       | Casal     | Ret      |      |
| Ret  | Juan Esteve          | Autisa    | Ret      |      |